# Liste des ambassadeurs du Danemark en France
L’ambassadeur du Danemark en France est le représentant légal le plus important du Danemark auprès du gouvernement français. L'ambassade se trouve à Paris.

## Ambassadeurs successifs

### Ministres plénipotentiaires (avant 1939)
| Portrait | Début | Fin  | Ambassadeur        | Notes                             |
| -------- | ----- | ---- | ------------------ | --------------------------------- |
|          |       | 1770 | Baron Gleichen     |                                   |
|          | 1770  | 1793 | Otto Blome         | Il                                |
|          | 1796  | 1810 | Christopher Dreyer | Il y reste jusqu'au 28 août 1810. |

### Envoyés extraordinaires et ministres plénipotentiaires (depuis 1939)
|                                                                |   |  | 6 octobre 1939    | [ 2 ]  | H. A. Bernhoft                      |                                                            |
| En qualité d'ambassadeurs extraordinaires et plénipotentiaires |   |  |                   |        |                                     |                                                            |
|                                                                | ? |  | 10 avril 1947     | [ 3 ]  | J. C. W. Kruse                      |                                                            |
|                                                                | ? |  | 16 mai 1950       | [ 4 ]  | Nils Svenningsen (da)               |                                                            |
|                                                                | ? |  | 13 mars 1951      | [ 5 ]  | Ejnar Waerum                        |                                                            |
|                                                                | ? |  | 24 septembre 1960 | [ 6 ]  | Ervind Bartels                      |                                                            |
|                                                                | ? |  | 4 mars 1965       | [ 7 ]  | Kjeld Gustav Knuth-Winterfeldt (da) |                                                            |
|                                                                | ? |  | 9 juillet 1966    | [ 8 ]  | Erik Schram-Nielsen                 |                                                            |
|                                                                | ? |  | 30 septembre 1971 | [ 9 ]  | Paul Fischer                        |                                                            |
|                                                                | ? |  | 25 septembre 1980 | [ 10 ] | Ole Bierring                        |                                                            |
|                                                                | ? |  | 27 septembre 1984 | [ 11 ] | Gunnar Riberholdt                   | Né le 7 novembre 1933 et décédé le 17 septembre 2011.      |
|                                                                |   |  |                   |        |                                     |                                                            |
|                                                                | ? |  | 13 septembre 1995 | [ 12 ] | Peter Pedersen Dyvig                | Il a également été ambassadeur du Danemark aux États-Unis. |
|                                                                | ? |  | 30 novembre 1999  | [ 14 ] | Hans Henrik Reventlow Bruun (en)    |                                                            |
|                                                                | ? |  | 9 septembre 2003  | [ 15 ] | Niels Egelund (da)                  |                                                            |
|                                                                | ? |  | 2 octobre 2009    | [ 16 ] | Anne Dorte Riggelsen                |                                                            |
|                                                                | ? |  | 8 septembre 2015  | [ 17 ] | Kirsten Malling Biering (da)        |                                                            |